# Биотестирование
Биотестирование (англ. bioassay) — процедура установления токсичности среды с помощью тест-объектов, сигнализирующих об опасности независимо от того, какие вещества и в каком сочетании вызывают изменения жизненно важных функций у тест-объектов. Благодаря простоте, оперативности и доступности биотестирование получило широкое признание во всем мире и его все чаще используют наряду с методами аналитической химии. Существует 2 вида биотестирования: морфофизиологический и хемотаксический. Хемотаксический метод более точный, так как в нем используется специальный прибор, а морфофизиологический позволяет более точно описать, что происходит с тест-объектами, например, в загрязненной воде.

## Тест объекты
Тест-объекты — это биоиндикаторы (растения и животные), которых используют для оценки качества воздуха, воды или почвы в лабораторных опытах.
| Объект                                                       | Показатель                                                                         |
| ------------------------------------------------------------ | ---------------------------------------------------------------------------------- |
| Бактерия Escherichia coli M-17 (тестсистема «ЭКОЛЮМ»)        | Острая токсичность                                                                 |
| Рачки Дафния Daphnia magna Straus                            | Острая и хроническая токсичность                                                   |
| Рачки Цериодафния Ceriodaphnia affinis Lilljeborg            | Острая и хроническая токсичность                                                   |
| Инфузория Paramecium caudatum                                | Острая токсичность                                                                 |
| Водоросль Chlorella vulgaris Beijer                          | Острая токсичность                                                                 |
| Водоросль Scenedesmus quadricauda                            | Острая токсичность                                                                 |
| Аквариумная рыбка Poecilla reticulata Peters                 | Острая токсичность                                                                 |
| Семена злаковых растений                                     | Снижение числа жизнеспособных семян (по окраске семян раствором тетразола хлорида) |
| Традесканция, лук, семена сосны, эритроциты рыб, мыши и т.д. | Изменение структуры хромосом и количества ядрышек                                  |
| Ногохвостка Onychiurus stachianus                            | Процент выживаемости, значения LС50 и LC100, способность к размножению             |
| Дождевые черви Lumbricus terrestris                          | Тест-объект при токсикологических исследованиях (гибель и др.)                     |